# دون ديفور
دون ديفور (بالإنجليزية: Don DeFore)‏ مواليد 25 أغسطس 1913 في سيدار رابيدز، الولايات المتحدة - الوفاة 22 ديسمبر 1993 في سانتا مونيكا، الولايات المتحدة، هو ممثل أمريكي بدأ مسيرته الفنية سنة 1936. امتدت مسيرته الفنية لأكثر من 51 عاما. درس في جامعة آيوا. من أعماله الكوميديا الإنسانية.

## روابط خارجية
- دون ديفور على موقع IMDb (الإنجليزية)
- دون ديفور على موقع تيرنر كلاسيك موفيز (الإنجليزية)
- دون ديفور على موقع أول موفي (الإنجليزية)
- دون ديفور على موقع قاعدة بيانات برودواي على الإنترنت (الإنجليزية)
- دون ديفور على موقع إن إن دي بي (الإنجليزية)
- دون ديفور على موقع قاعدة بيانات الفيلم (الإنجليزية)